# A.D. (miniserial)
A.D. (1985) este un miniserial americano-italian în șase părți care adaptează narațiunea din Faptele Apostolilor. Considerat al treia și ultima parte dintr-o trilogie de miniseriale TV care a început cu Moses the Lawgiver⁠(d) (1974) și Iisus din Nazaret (1977) de Franco Zeffirelli, miniserialul A.D. a fost adaptat după romanul din 1985 al lui Anthony Burgess, The Kingdom of the Wicked, care a fost el însuși o continuare a cărții Man of Nazareth de Burgess, pe care s-a bazat filmul lui Zeffirelli. Titlul este abrevierea pentru Anno Domini (în latină medievală, „În anul Domnului”), întrucât evenimentele au loc în primii ani ai erei creștine.

## Distribuție
- Anthony Andrews - Nero
- Colleen Dewhurst⁠(d) - Antonia Minor⁠(d)
- Ava Gardner - Agrippina the Younger
- David Hedison - Porcius Festus⁠(d)
- John Houseman - Gamaliel
- Richard Kiley⁠(d) - Claudius
- James Mason - Tiberius
- John McEnery⁠(d) - Caligula
- Ian McShane - Sejanus
- Jennifer O'Neill - Messalina
- Millie Perkins - Mary, mother of Jesus
- Denis Quilley⁠(d) - Saint Peter
- Fernando Rey - Seneca the Younger
- Richard Roundtree⁠(d) - Serpenius
- Susan Sarandon - Livilla⁠(d)
- Ben Vereen⁠(d) - The Ethiopian⁠(d)
- Tony Vogel⁠(d) - Aquila⁠(d)
- Jack Warden - Nerva
- Anthony Zerbe - Pontius Pilate
- Neil Dickson⁠(d) - Valerius
- Chris Humphreys⁠(d) (ca Cecil Humphreys) - Caleb
- Amanda Pays⁠(d) - Sarah
- Philip Sayer⁠(d) - Paul of Tarsus
- Diane Venora⁠(d) - Corinna
- Michael Wilding Jr. - Jesus
- Vincent Riotta⁠(d) - Saint Stephen
- Rebecca Saire⁠(d) - Ruth
- Tom Durham - Cleophas⁠(d)
- Anthony Pedley - Zacchaeus⁠(d)
- Harold Kasket⁠(d) - Caiaphas
- Ralph Arliss⁠(d) - Samuel
- Mike Gwilym⁠(d) - Pallas
- Davyd Harries - Thomas
- Bruce Winant - Seth
- Jonathan Hyde - Tigellinus⁠(d)
- Damien Thomas⁠(d) - Agrippa I
- Derek Hoxby - Agrippa II⁠(d)
- Angela Morant⁠(d) - Priscilla⁠(d)
- Clive Arrindell - Cassius Chaerea⁠(d)
- Paul Freeman⁠(d) - Centurion Cornelius
- Andrea Prodan⁠(d) - Britannicus⁠(d)
- Akosua Busia - Claudia Acte⁠(d)
- Vernon Dobtcheff⁠(d) - Titus Flavius Sabinus⁠(d)
- Gerrard McArthur - Luke the Evangelist
- Jane How⁠(d) - Poppaea Sabina⁠(d)
- Jonathan Tafler - Aaron
- Richard Kane - Agrippa Postumus⁠(d)
- Barrie Houghton - Ananias⁠(d)
- Maggie Wickman - Apicata
- Alan Downer - Barnabas
- Martin Potter⁠(d) - Gaius Calpurnius Piso⁠(d)
- Colin Haigh - James the Just
- Renato Scarpa⁠(d) - Lucius Marinus
- Roderick Horn - Marcellus⁠(d)
- John Wheatley - Mark the Evangelist
- Joss Buckley - Matthew the Evangelist
- David Sumner - Saint Matthias
- Stephen Finlay⁠(d) - Nicanor
- Katia Thandoulaki - Claudia Octavia
- Eddie Grossman - Parmenas
- David Haughton⁠(d) - Petronius
- John Steiner⁠(d) - Simon Magus
- Robert Wentz - Thrasyllus
- Philip Anthony - James the Great
- Peter Blythe⁠(d) - Procuius
- Peter Howell⁠(d) - Atticus
- David Rintoul⁠(d) - Pope Linus
- Ned Vukovic - Triumvir

## Echipa de producție
- Telescenariu de: Anthony Burgess și Vincenzo Labella
- Director de imagine: Ennio Guarnieri, AIC
- Costume de: Enrico Sabbatini

## Vezi si
- A.D. The Bible Continues
- Cei Șapte